# لی جیا شین
لی جیا شین (انگلیسی: Lee Chia-hsin؛ زادهٔ ۱۴ مهٔ ۱۹۹۷) بدمینتون‌باز اهل تایوان است.